# AnsaldoBreda

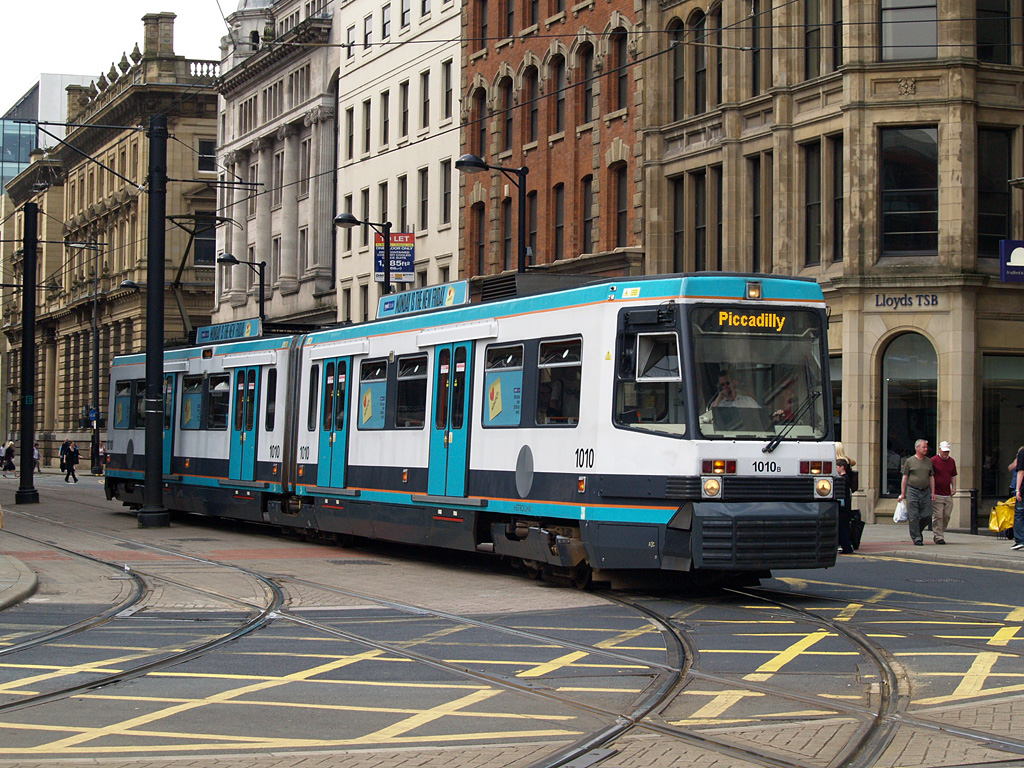
Manchester Metrolink Ansaldo type T68 in Manchester

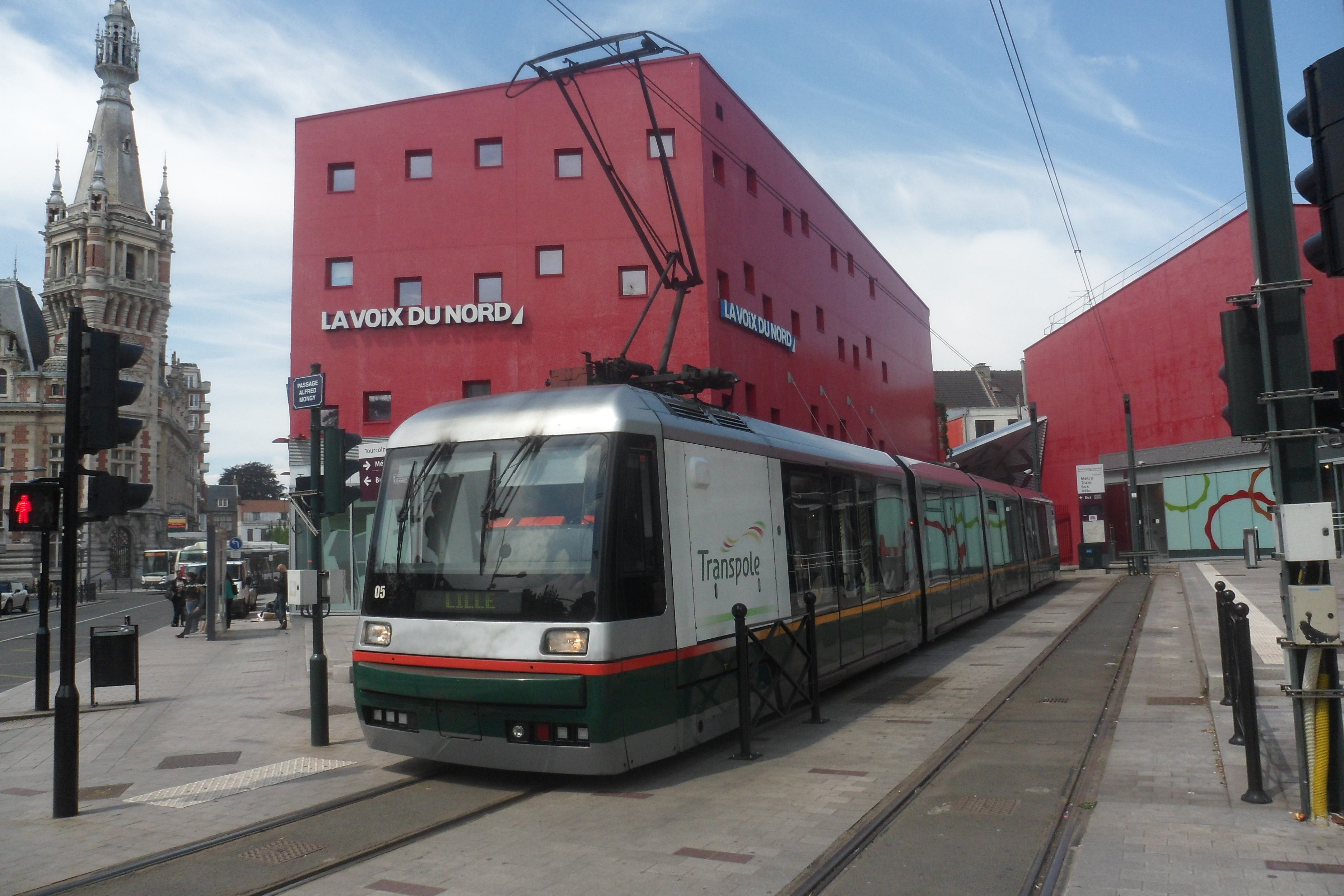
Lagevloertram lijn T op het traject Lille - Roubaix - Tourcoing

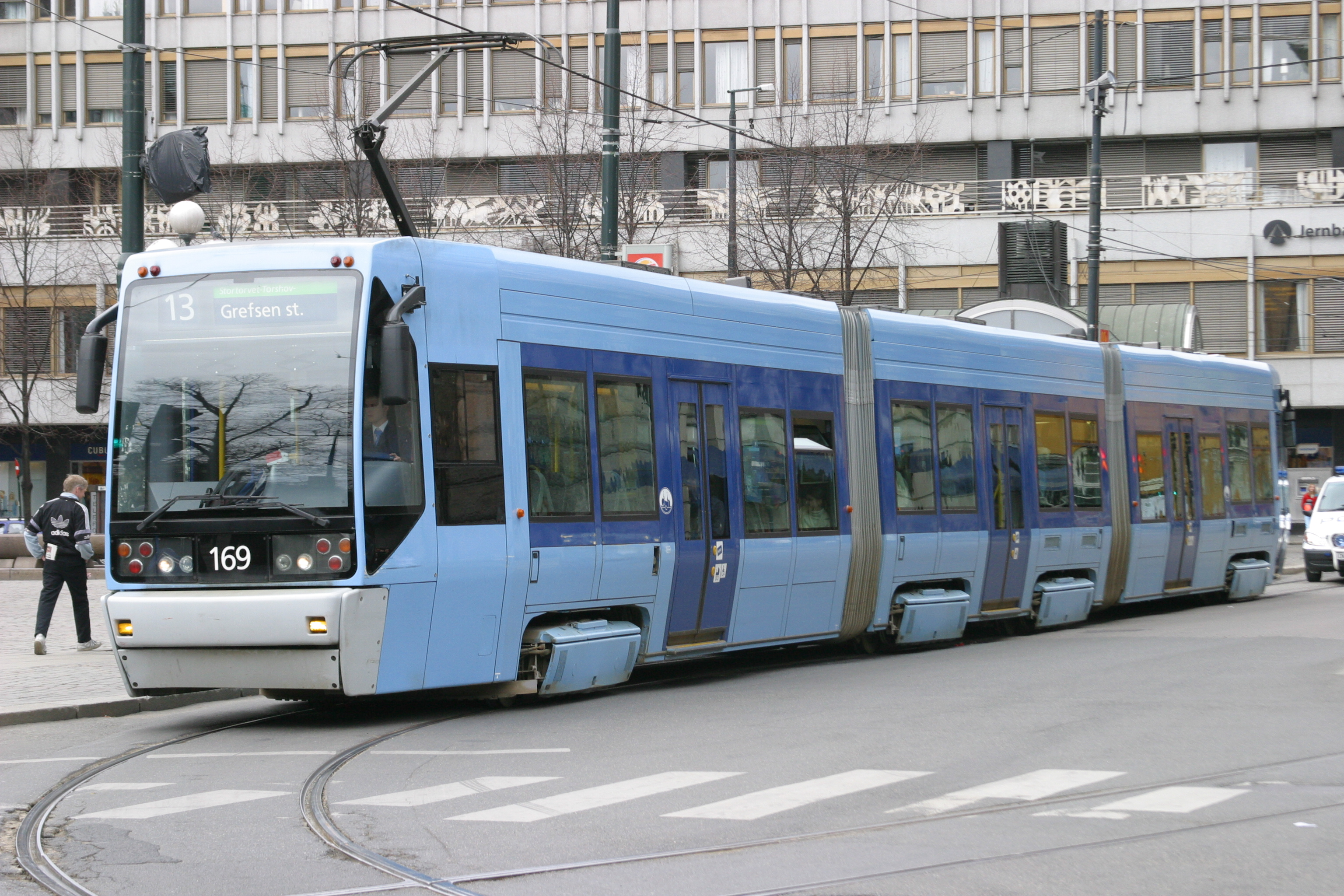
Lagevloertram van het type SL-95 in Oslo

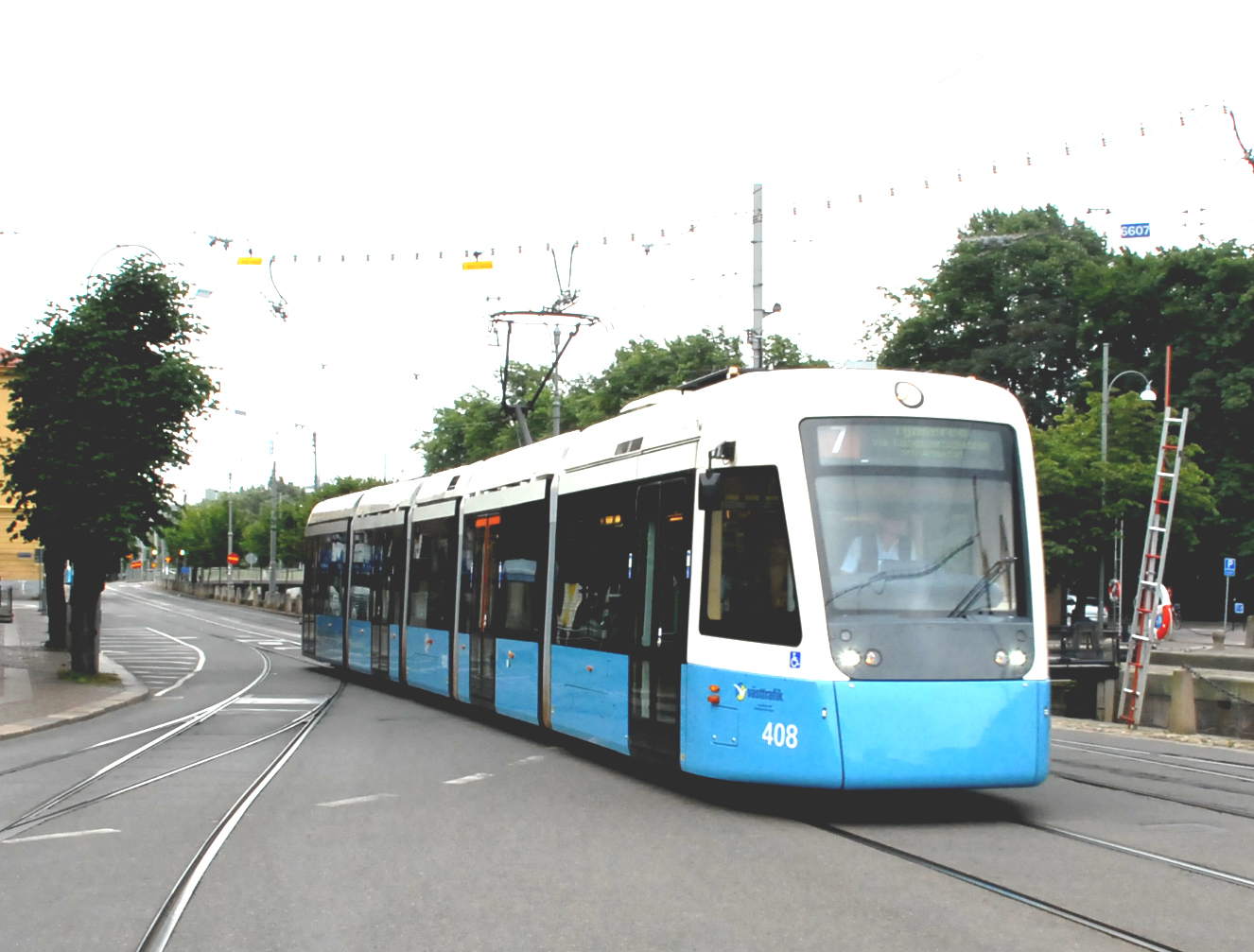
Sirio-lagevloertram van het type M32 in Göteborg

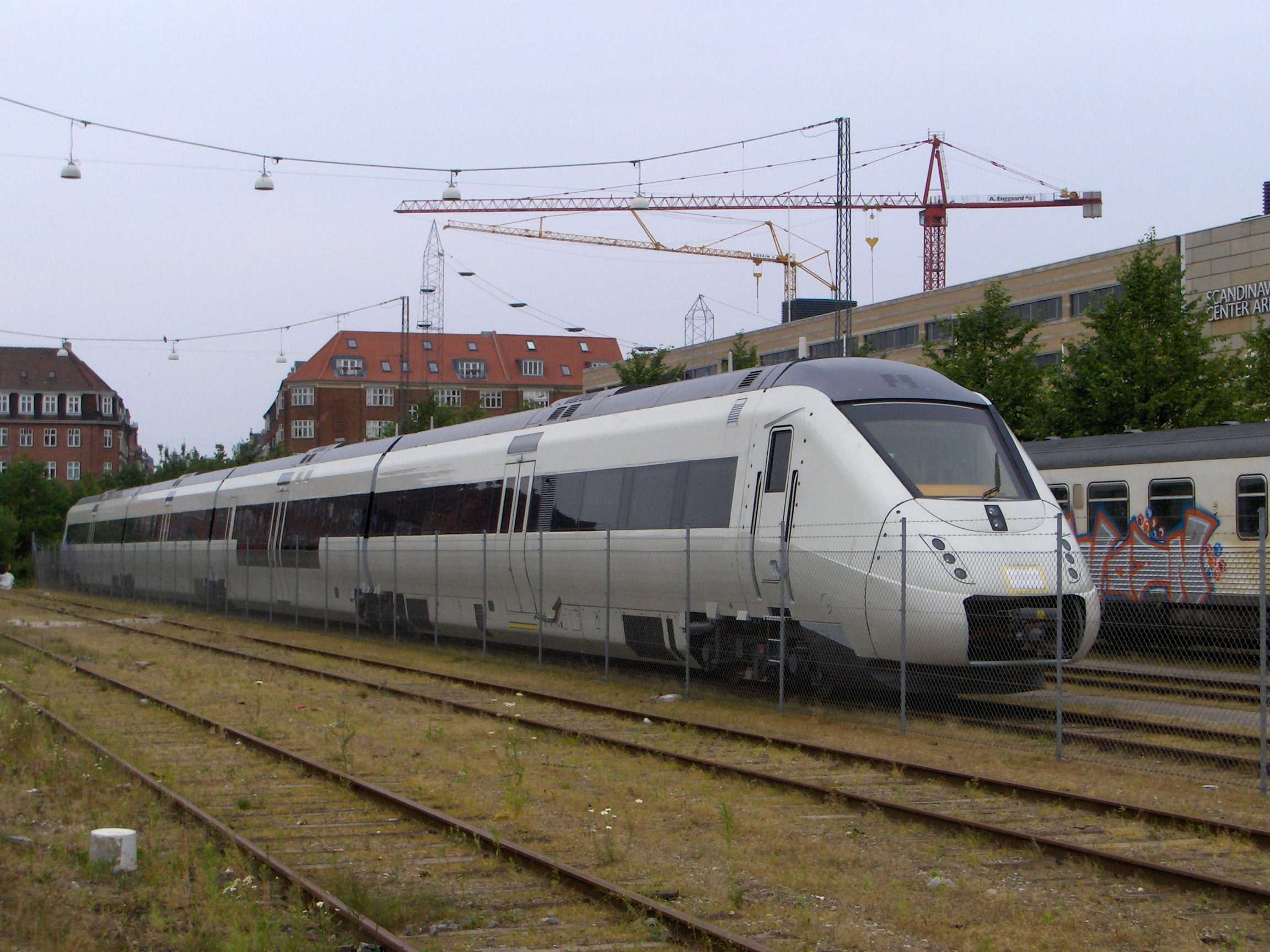
Deense hogesnelheidstrein van het type MG

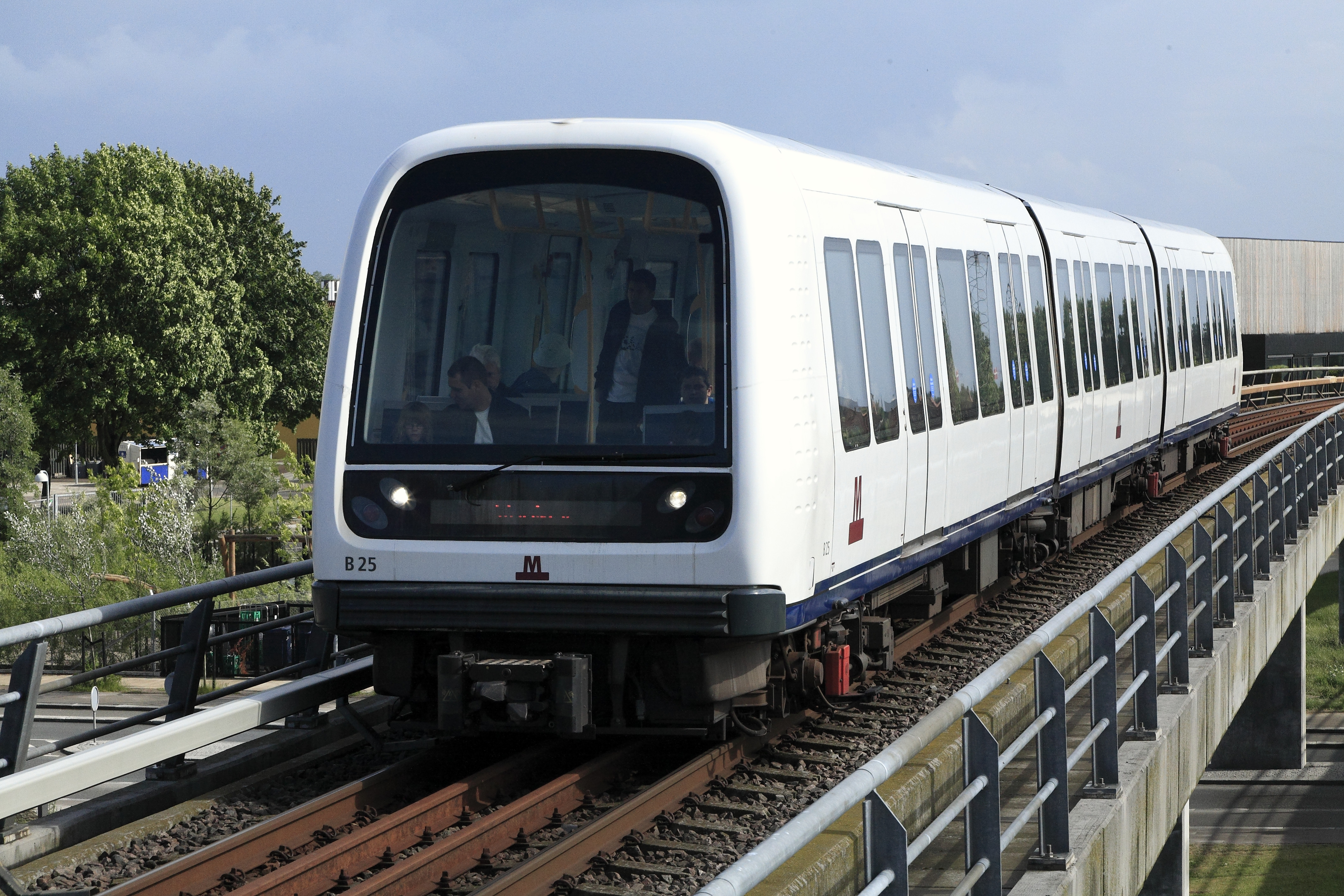
Metro van Kopenhagen

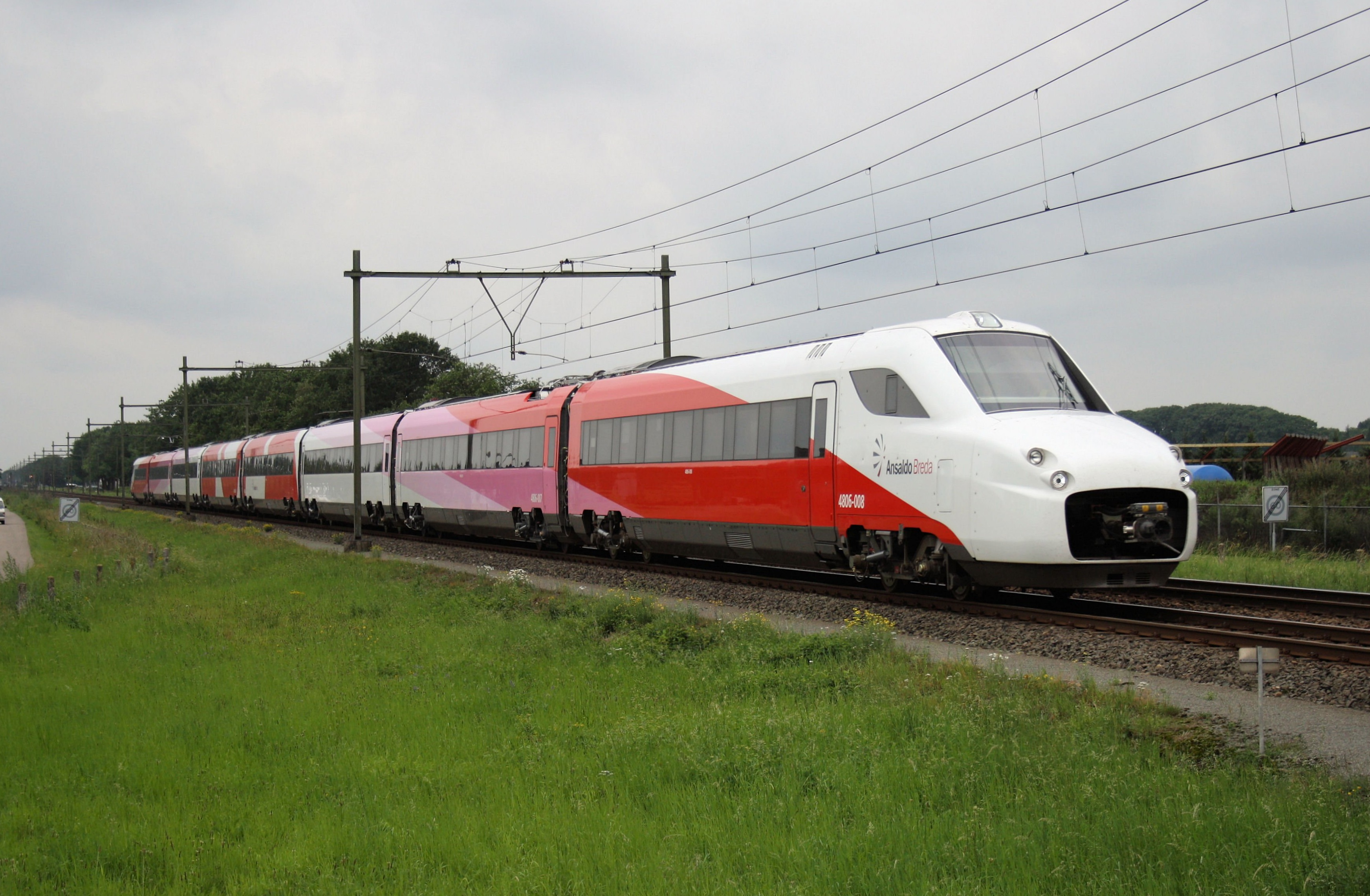
Nederlandse Fyra-hogesnelheidstrein van het type V250

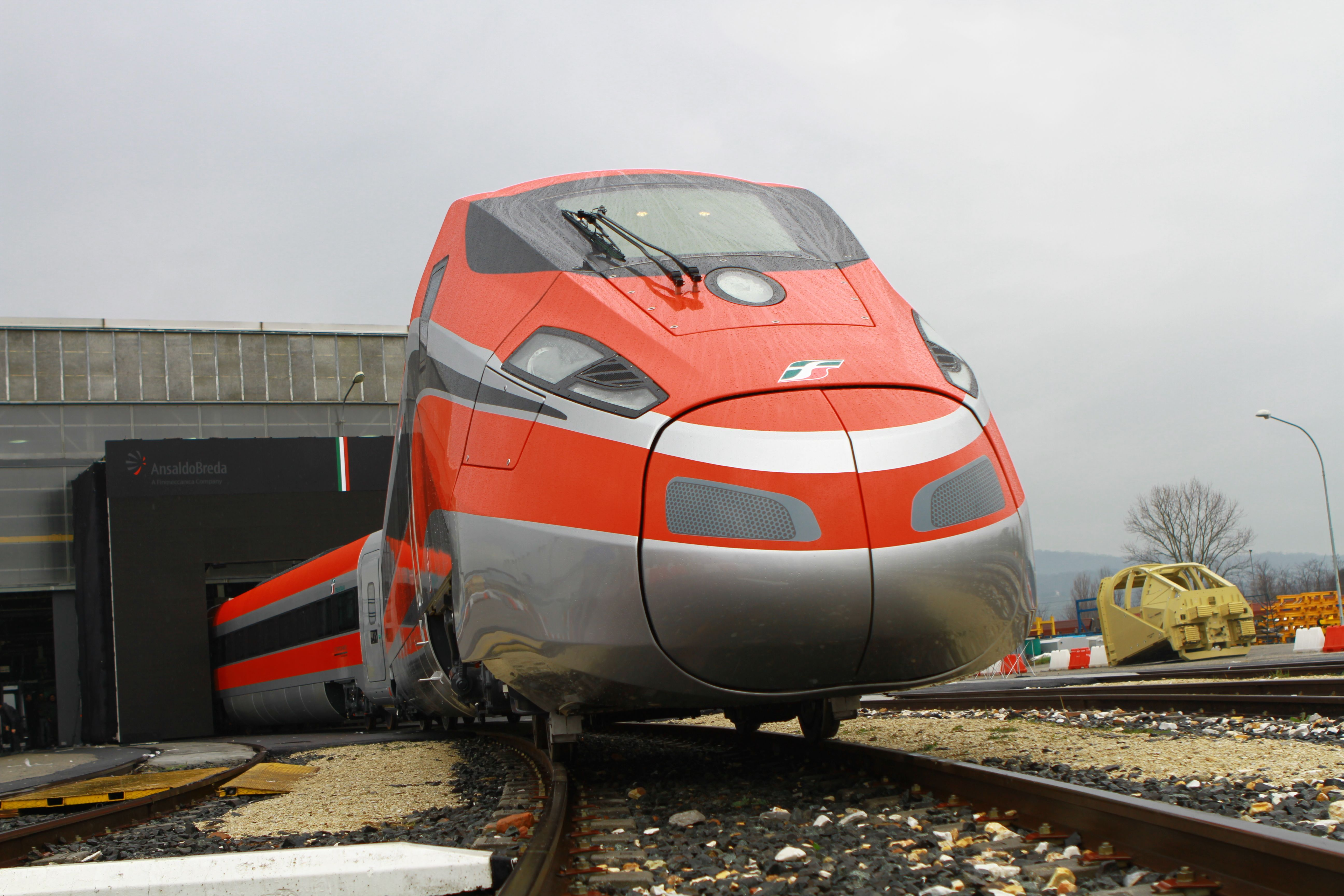
Ferrovie dello Stato-hogesnelheidstrein van het type Frecciarossa 1000

AnsaldoBreda SpA was een Italiaanse fabrikant van rollend materieel. Sinds 2015 heet het Hitachi Rail Italia. Het bedrijf in Pistoia is in 2001 ontstaan door de fusie van Breda Costruzioni Ferroviarie met Ansaldo Trasporti. Het bedrijf is in Nederland en België vooral bekend als bouwer van de Nederlands/Belgische Fyra-treinstellen type V250.
AnsaldoBreda, Ansaldo Trasporti Sistemi Ferroviari (spoorbouw) en Ansaldo Signal (spoorwegbeveiliging) vormen tezamen de transportdivisie van de Finmeccanica-groep, die gedeeltelijk eigendom is van de Italiaanse staat.
Op 24 februari 2015 werd bekend dat het Japanse technologie- en industrieconcern Hitachi voor 36 miljoen euro het aandeel van Finmeccanica in AnsaldoBreda over zou nemen. De overname was onderdeel van een overeenkomst waarbij Hitachi voor 773  miljoen euro ook het 40%-aandeel van Finmeccanica in het winstgevende Ansaldo STS kocht. Op de resterende beursgenoteerde aandelen werd een bod uitgebracht.
Een eerdere poging van Hitachi in 2012 liep stuk. Ook de concurrerende bedrijven General Electric, Thales en Bombardier waren geïnteresseerd in AnsaldoBreda. In de vier fabrieken van AnsaldoBreda werken ongeveer 2300 mensen. AnsaldoBreda werd in 2015 overgenomen door Hitachi. De naam werd veranderd in Hitachi Rail Italia.

## Producten

### Metro's
AnsaldoBreda leverde metrotreinstellen aan Rome, Milaan, Madrid, Kopenhagen, Los Angeles, Atlanta en Washington. Verder heeft het bedrijf trams en lightrailvoertuigen geleverd aan:
- Oslo
- Boston
- Cleveland
- San Francisco

### Trams
De door Breda ontwikkelde lagevloertram van onder meer type Sirio is gekocht door de stadsvervoerbedrijven van:
- Athene
- Göteborg, type M32 (buiten dienst gesteld)
- Milaan
- Manchester, type Ansaldo Firema T-68/T-68A (inmiddels gesloopt)
- Napels
- Oslo, type SL-95
- Rijsel/Lille

### Treinen

#### Italië
Aan Trenitalia:
- Frecciarossa ETR 500, hogesnelheidstreinen
- Frecciarossa ETR 1000, hogesnelheidstreinen in samenwerking met Bombardier Transportation uit de ZEFIRO-familie
- E 402, elektrische locomotieven
- Vivalto, dubbeldeksrijtuigen voor Trenitalia en de regio's Lazio, Ligurië, Piemonte, Toscane, Friuli, Veneto en Lombardije

#### Noorwegen
Aan de Norges Statsbaner:
- BM 72, vierdelige elektrisch treinstellen met lagevloerdeel voor regionaal en lokaal personenvervoer. Vanwege technische problemen bij de eerste treinen werd afgezien van een optie op een vervolgorder.

#### Denemarken
Aan de Deense spoorwegen:
- MP, 23 tweedelige IC2-treinstellen.
- MG, 83 vierdelige IC4-treinstellen. In 2009 gaf de toenmalige Italiaanse premier Berlusconi een van de treinstellen, bedoeld voor levering aan de Deense spoorwegen, cadeau aan de toenmalige Libische leider Qadhafi voor diens 40-jarig regeringsjubileum.

#### NederlandenBelgië
Aan de High Speed Alliance en de NMBS:
- V250, 19 treinstellen voor gebruik op de HSL-Zuid (Fyra). Alle reeds geleverde V250-treinen zijn teruggegaan naar AnsaldoBreda, omdat er volgens de Nederlandse en Belgische opdrachtgevers veel mis[6] mee was: de treinstellen voldeden op structureel niet aan de contractueel overeengekomen eisen. De problemen waren dusdanig dat dit in Nederland heeft geresulteerd in een parlementaire enquête naar de Fyra.